# Pedicularis sectifolia
Pedicularis sectifolia är en snyltrotsväxtart som beskrevs av Yamazaki. Pedicularis sectifolia ingår i släktet spiror, och familjen snyltrotsväxter. Inga underarter finns listade i Catalogue of Life.